# Дан после сутра
Дан после сутра (енгл. The Day After Tomorrow) је високобуџетни амерички апокалиптични филм из 2004. године, снимљен по сценарију Роланда Емериха, док су у главним улогама Денис Квејд, Џејк Џиленхол, Ијан Холм, Еми Росум и Сила Ворд. Филм је сниман у Монтреалу и Торонту.
Иако је оригинално заказан за излазак на лето 2003. године, филм је премијерно приказан у Мексико Ситију 17. маја 2004. године, а пуштен је у америчке биоскопе 28. маја исте године. Филм је био комерцијално успешан и постао је шести најуспешнији филм из 2004. године. Добио је мешане критике, док су критичари хвалили специјалне ефекте, критиковали су сценарио и бројне научне нетачности.

## Радња
Централни лик је палеометеоролог (професор посвећен изучавању временских образаца кроз историју) Џек Хол (Денис Квејд), који волонтерски прима на себе задатак да спаси свет, хватајући се у коштац са можда новим леденим добом које је праћено изненадним вулканским ерупцијама, снажним ветровима, земљотресима, плимским таласима и поплавама.
Хол мора и да нађе свог сина, Сема (Џејк Џиленхол), који се затекао у Њујорку у тренутку избијања катастрофе. Поред тога што мора да се избори са највећом природном катастрофом у историји човечанства Џек, путујући на север, мора да се избори и са људима који путују на југ не би ли се населили у топлијим крајевима.
У међувремену Сем успева да се сакрије у Јавну библиотеку Менхетна и успева телефоном да добије свог оца. Џек има времена за само једно упозорење: да Сем остане унутра по сваку цену.

## Улоге
| Глумац           | Улога                |
| ---------------- | -------------------- |
| Денис Квејд      | професор Џек Хол     |
| Џејк Џиленхол    | Сем Хол              |
| Сила Ворд        | др Луси Хол          |
| Еми Росум        | Лора Чепман          |
| Ијан Холм        | професор Тери Репсон |
| Остин Николс     | Џеј Ди               |
| Ејдријан Лестер  | Сајмон               |
| Кристофер Бритон | Ворстин              |
| Арџеј Смит       | Брајан Паркс         |
| Деш Мајхок       | Џејсон Еванс         |